# Horst Tiedge
Horst Tiedge es un deportista alemán que compitió para la RFA en luge. Ganó una medalla de bronce en el Campeonato Mundial de Luge de 1960, en la prueba doble.

## Palmarés internacional
| Campeonato Mundial | Campeonato Mundial           | Campeonato Mundial | Campeonato Mundial |
| Año                | Lugar                        | Medalla            | Prueba             |
| ------------------ | ---------------------------- | ------------------ | ------------------ |
| 1960               | Garmisch-Partenkirchen (RFA) | Medalla de bronce  | Doble              |